# Ramiro Blacut
Ramiro Blacut Rodríguez (raˈmɪɾo βlaˈkʊt roðrɪˈɣez; La Paz, 3 gennaio 1944 – Santa Cruz de la Sierra, 12 agosto 2024) è stato un calciatore e allenatore di calcio boliviano, di ruolo attaccante.

## Carriera

### Club
Uscito dalle giovanili del Club Bolívar di La Paz, nel gennaio 1963 si trasferì al Ferro Carril Oeste di Buenos Aires, in Argentina. Dopo due stagioni si trasferì in Europa, nella Bundesliga tedesca con il Bayern Monaco. Avendo concluso la stagione 1965-1966 senza presenze, tornò in patria al Club Bolívar. Nell'allora semiprofessionistica lega boliviana vinse due titoli in cinque anni nel 1968 e nel 1969. Blacut si trasferì poi nuovamente all'estero, stavolta in Perù, dove giocò con l'FBC Melgar di Arequipa. Con la chiusura della stagione 1973-1974, tornato in patria al Club The Strongest, terminò anche la carriera dell'attaccante, dopo la vittoria del titolo nazionale.

### Nazionale
Nell'anno del debutto in campo internazionale vinse il Campeonato Sudamericano de Football 1963, tenutosi nella sua natia Bolivia, aggiudicandosi anche il premio di miglior giocatore del torneo. Totalizzò 23 presenze e tre reti nel corso della sua carriera internazionale, svoltasi dal 1963 al 1972.

### Allenatore
Nel gennaio 1979 intraprese la carriera di allenatore guidando il Club Bolívar per una stagione prima di lasciare la squadra: ripeté l'esperienza con la medesima società anche nel 1983 nel 1988-1989 e nel 1995. Fino al dicembre 1981 allenò poi il The Strongest, tornandovi poi anche nel 1994 e nel 1996.
Nel 1984 fu il tecnico del Chaco Petrolero di La Paz e nel 1987 del Deportivo Lítoral. Nel 1999 si trasferì in Ecuador, prima all'Aucas e poi all'El Nacional, che allenò fino al 2003: il Deportivo Cuenca e l'Oriente Petrolero furono le sue ultime due squadre come tecnico.
Allenò anche la Nazionale boliviana nel 1991-1992 e nel 2004, rimpiazzando Nelson Acosta il 14 aprile di quell'anno.

## Palmarès

### Giocatore

#### Club
- Coppa di Germania: 1

Bayern Monaco: 1965-1966
- Campionato boliviano: 3

Bolívar: 1968, 1969
The Strongest: 1974

#### Nazionale
- Campeonato Sudamericano de Football: 1

Bolivia 1963

#### Individuale
- Miglior giocatore del Campeonato Sudamericano de Football: 1

Bolivia 1963